# 潘曉穎命案
潘曉穎命案，是發生在臺灣臺北市大同區紫園旅店的一宗命案。命案受害者潘曉穎與嫌犯陳同佳均為香港居民，兩人以情侶關係在2018年2月8日赴臺旅遊，同月13日入住紫園旅店。潘曉穎在同月17日於旅店房內遇害，翌日被棄屍在臺北捷運竹圍站外公園的草叢，其男友陳同佳則於案發後搭機返港。
在命案於3月13日被揭發後，臺灣士林地方檢察署分別在同年3月、4月和7月，向香港律政司三度提出司法互助請求，惟香港政府以港臺兩地之間並無移交疑犯的機制為理由，未有理會台方遣送陳同佳至臺灣受審的請求。士林地檢署在同年12月3日正式對陳同佳發出時效長達37年6個月通緝令。
香港保安局藉此案在2019年2月提出修訂《逃犯條例》草案，該草案由中共中央紀委倡議，允许香港特区政府向中國大陆、澳门和臺灣等司法管轄區移交嫌疑人和进行法律协助。香港立法會非建制派反對該草案，並建議香港政府以日落條款方式修例，即與臺灣進行單次移交疑犯陳同佳，但香港保安局以無法兼顧日後類似案件為理由拒絕。事發於臺灣蔡英文政府任內，臺灣大陸委員會表示不接納香港政府利用修法以「同屬一個中國」為前提移交，並關注修法後在香港的臺灣人將可被引渡到中國大陸，又表明蔡英文政府不會根據香港即將修訂的逃犯條例接收陳同佳。此後爭議擴大，最終成為反修例運動爆發的導火線。

## 涉案人物
案中死者潘曉穎曾就讀於聖士提反書院，於中四轉讀職業訓練局開辦的美容課程，其後於2017年9月入讀職業訓練局轄下香港專業教育學院黃克競分校的銀行及金融高級文憑課程，但案發前已退學。 2018年2月17日，在臺灣旅遊時疑被其男友陳同佳殺害，藏屍於行李箱，棄置於草叢。而後法醫報告證實潘生前有孕。
疑犯陳同佳於中國廣東省深圳市出生，其後移居香港，曾就讀聖公會聖馬利亞堂莫慶堯中學，之後修讀香港專上學院商科副學士課程，但在2018年2月案发前退學。

## 命案經過

### 赴台旅遊、情殺棄屍
潘陳二人在同一間公司當兼職而認識，相識一個月後便成戀人。2018年2月8日至17日期間，兩人結伴到臺灣旅遊，在臺的最後一晚同逛夜市，並買了一個粉紅色行李箱。兩人返回旅店後有過性交，但後來發生爭執。爭執期間潘曉穎告知陳同佳，約5個星期前發現已懷孕，稱腹中嬰兒屬她前男友。陳同佳後來發現一段潘曉穎與另一名男子的色情影片，陳同佳在爭執中勒死潘曉穎。陳同佳將屍體裝入新購買的粉紅色行李箱後，仍在旅店房間內睡覺。
2月17日早上，陳在旅店丟棄潘的個人物品後，帶同藏有潘屍體的行李箱離開旅店，乘搭臺北捷運淡水信義線至竹圍站，並棄屍在竹圍站外一個公園的草叢。

### 潛逃回港、抓捕審判
2月17日晩，陳同佳獨自返回香港。潘父母因聯絡不到親女一度質問陳，對方卻謊稱兩人發生口角衝突，不明女友下落，潘雙親因女兒失蹤而報警。經過三週杳無音訊，潘父於3月11日向臺灣警方報案，旅店閉路電視拍到潘最後一次出現的時間是在2月17日子夜0時26分，正是二人逛完夜市拖著新購買的粉紅色行李箱返旅店的時間，閉路電視亦拍到翌日陳同佳推著粉紅色行李箱獨自離開旅店。
陳同佳回港後曾三度盜用潘曉穎的提款卡提款，並在3月13日被香港警方拘捕，陳於警誡下承認殺害潘曉穎並棄屍，進而揭發藏屍地點。臺北市警方前往竹圍站附近尋回潘曉穎屍體，屍體近一個月日曬雨淋，屍身腐化嚴重，頸骨有所遗失。潘曉穎的遺體在台灣完成驗屍後發還給潘曉穎父親，其後被運往第二殯儀館辦理移送遺體的手續，於3月29日下午由華航貨機運回香港，再送到葵涌公眾殮房由香港法醫再作檢查。2018年10月17日，台灣法務部法醫研究所負責人林俊彥披露，法醫在潘曉穎已腐爛的腹腔中發現一塊長約2厘米的骨骼，經檢驗後確認屬於3至4個月大的胎兒，證實潘曉穎生前有孕。
陳同佳在潘曉穎死後，因用女方的提款卡盜提2萬新臺幣，返回香港後再度3次盜提總共1.92萬港元，並且取走潘曉穎的數碼相機（價值約2,000港元）和iPhone 6手機（價值約6,000港元），而在香港被控兩項盜竊罪和一項處理贓物罪，其後8月改控四項處理犯罪得益罪（俗稱「洗黑錢罪」），還押等候轉移至高等法院審訊。 2019年4月12日，陳同佳在香港東區裁判法院承認四項處理犯罪得益罪。 同月29日，高等法院在量刑起點扣減三分之一刑期後，判處其入獄合共29個月。陈同佳于2019年10月23日9时刑满释放。

## 後續發展

### 港府三度未回應台方司法互助請求

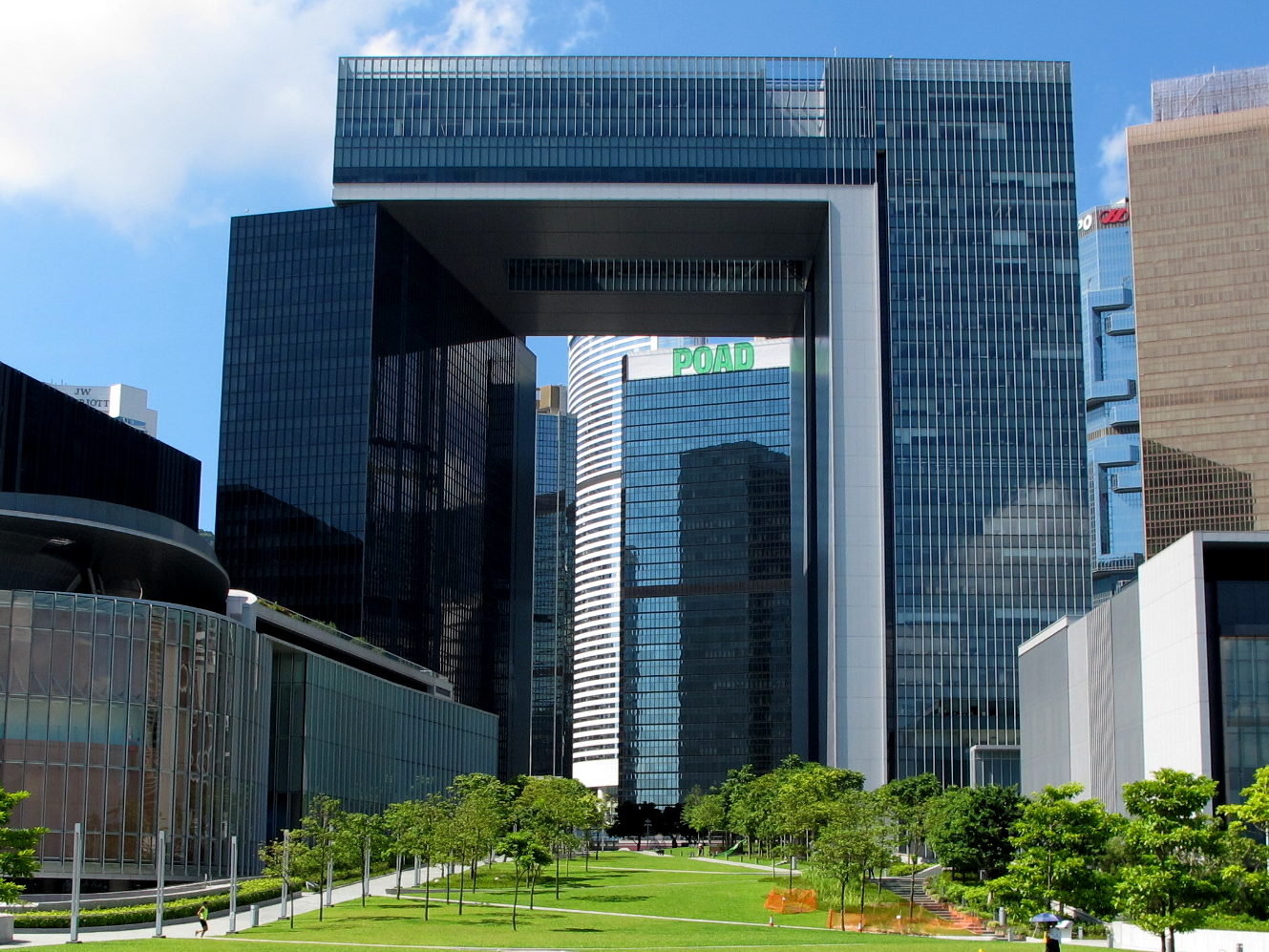
香港政府總部

為了查明案情，香港警務處曾於2018年3月21日下午派遣小組到台灣，由東九龍總區刑事總部（行動）詹德明警司帶同一名重案組警署警長及一名警察聯絡科人員，在刑事警察局與臺灣警政人員進行會談。臺灣刑事警察局兩岸科表示，港方一行人與台灣警方商談了約一小時，就案情等交換意見。潘曉穎父親在事發後曾多次前往台灣，請求台灣檢察機關向港府施壓，引渡陳同佳回台灣受審。潘曉穎的遺體及遺物在完成檢驗後，於2018年3月由潘曉穎父親到台灣領回，而餘下包括胚胎遺骨及遺骸，也在數個月後完成法醫檢驗及撰寫解剖報告，於7月31日發還給來台接收的潘曉穎家屬。
臺灣方面先後於2018年3月、4月及7月，三度向港府提出司法互助请求，包括取證及臺港司法互助協議，希望港府遣送陳同佳到台灣受審，但三次請求都未獲港府回應。臺灣士林地方檢察署於12月3日對陳同佳發布時效長達37年6個月的通緝令，由於按台灣法律，疑犯被發出通緝令後便不符合自首條件，即使疑犯投案，也不能以自首為由要求減刑。台方發出通緝令翌日，香港保安局局長李家超被香港傳媒問到台灣早前已多次請求港府引渡陳同佳到台灣受審，李家超回應會按香港法律處理，現階段不便評論事件。香港政府在事發一年多後的2019年10月20日宣稱，自2018年6月至2019年4月已向台方發送4封信件以交流案件進程，但是也都未得到台方回應。

### 港府修訂逃犯條例觸發連串示威

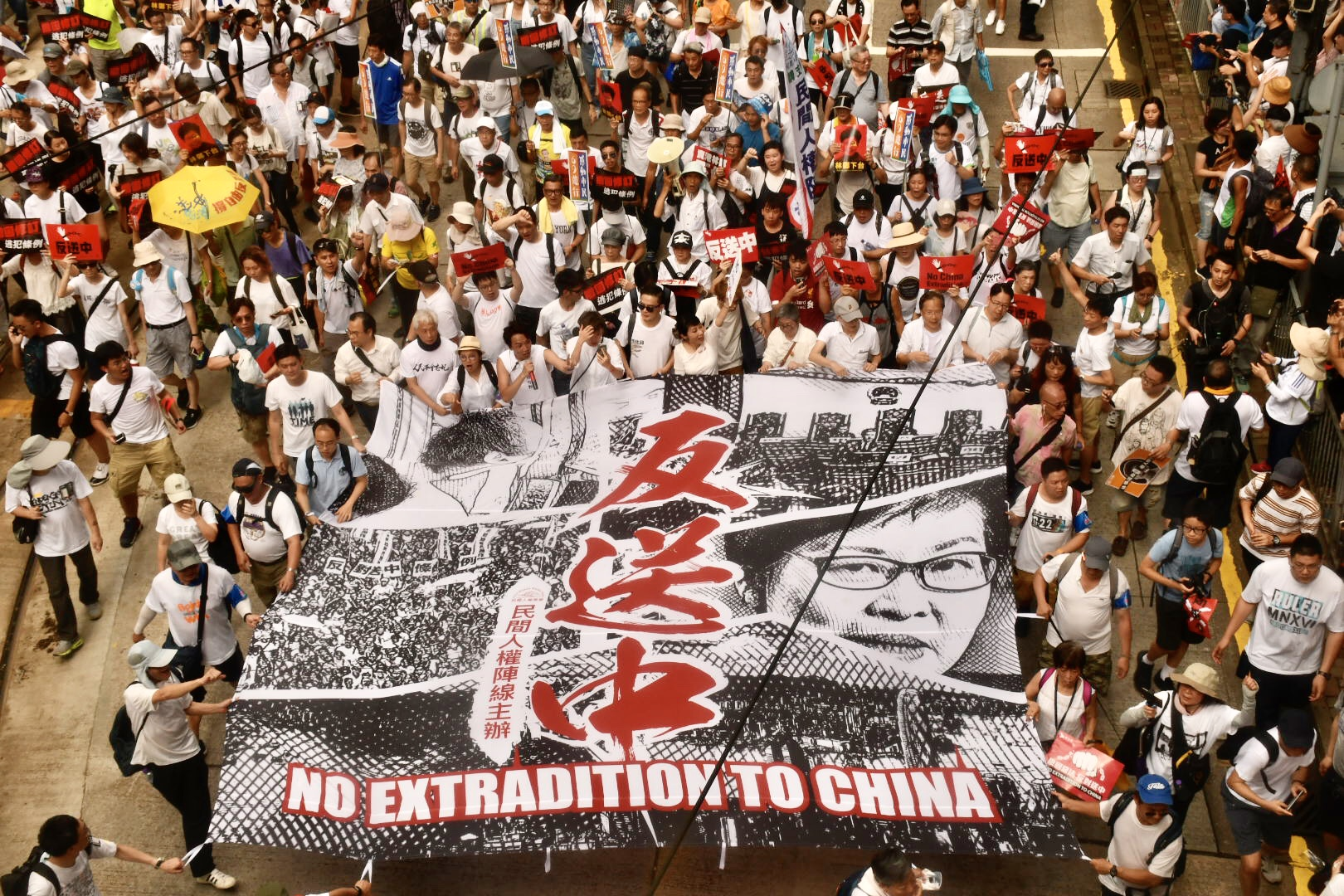
因潘曉穎命案而提出的逃犯條例修訂草案，引發大規模抗議

2019年2月12日，香港特別行政區政府展開對修訂《刑事事宜相互法律協助條例》（香港法例第525章）和《逃犯條例》（香港法例第503章），但公眾諮詢期較過往的修例最少一個月短，諮詢期縮短至只有20天，至3月4日結束。
2019年3月，香港特區政府就“香港籍疑犯陳同佳在台灣殺人案”，向立法會提交《2019年逃犯及刑事事宜相互法律協助法例（修訂）條例草案》審議；除了臺灣，條例草案亦賦予中國大陸及澳門政府權力，向香港特區行政長官提出引渡，經香港法庭引渡聆訊後，可判監七年或以上的疑犯將可被引渡到當地。香港泛民主派議員、商界、法律界、以至許多市民都認為特區政府修訂逃犯條例，勢必打破香港在一國兩制下作為獨立司法區的防火牆，對此深感憂慮及憤怒，並直接導致反對逃犯條例修訂草案運動爆發，是為1997年香港主權移交以來最嚴重的憲制危機。與此同時，歐洲、美國及加拿大的政商界和國際社會，亦對《逃犯條例》修訂草案廣泛地關注，憂慮在香港的僑民會遭到中國政府以非政治的罪名為藉口進行任意拘捕及引渡，甚至指修例將使香港喪失在國際上的「特殊地位」，破壞香港的營商優勢。
2019年5月，中華民國大陸委員會表示，臺灣不接納香港政府利用修法以同屬「一個中國」為前提進行移交，並關注修法後在香港的臺灣人將可被引渡到中國大陸，又表明臺灣政府不會根據香港即將修訂的逃犯條例接收陳同佳。
2019年6月26日（即觸發「反送中」遊行示威后），潘曉穎父母曾去信行政長官林鄭月娥，提出四個方法為潘曉穎討回公道，包括以「單次個案處理」方式，賦權香港法庭審理單一個案；港府以「行政指令方式」單次移交疑犯；賦予香港法庭域外法權；勸說疑犯陳同佳到台灣自首；然而香港政府卻一直沒有作出具體回應，即使林鄭月娥在6月15日宣布暫緩修例後，亦未有提出處理此案的其他方法。
2019年9月，台灣媒體发文称，香港政府之所以提交修訂《逃犯條例》及《刑事事宜相互法律協助條例》的草案并急促通過，是因為孟晚舟被捕使得中國在管轄權順序上居於劣勢，中國為求反制，希望在香港掌握類似的法律籌碼，藉香港行政長官職權，將「觸犯中國法律」而身處香港的中國及外國人移送至中國受審，香港行政長官林鄭月娥才以潘曉穎命案為契機提交《逃犯條例》及《刑事事宜相互法律協助條例》修正草案。
2019年12月，路透社報導促使港府修訂《香港逃犯條例》的真正倡議者是簡稱「中紀委」的中共中央紀律檢查委員會，並且與中國富商及中國共產黨黨員蕭建華於2017年1月在香港境內被不明身份人士虜走後失蹤有關，而進行綁架的人員被質疑是來自中共中央，蕭建華事件成為中紀委要求港府修例的觸發點，中紀委為避免繼續採取跨境綁架的手段進行押送，以減少利用法外手段對政治的破壞性，於是提出要在香港設立法律管道引渡被中央追緝的在逃者，並透過主管香港事物的中央官員要求香港當局修訂逃犯條例，而潘曉穎命案便為中央政府提供機會及藉口，向特區政府施壓盡快通過修訂逃犯條例，並促成民建聯立法會議員於2019年2月12日召開記者會支持港府盡快修例，而港府亦於同日提出修訂逃犯條例。

### 陳同佳出獄後赴台爭議

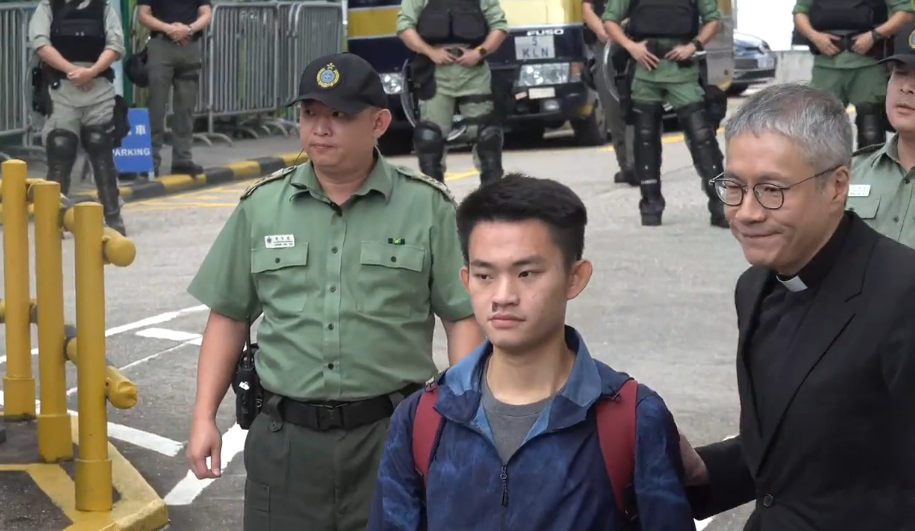
2019年10月23日早上9時，陳同佳在聖公會教省秘書長管浩鳴陪同下離開壁屋懲教所

陳同佳的洗黑錢罪刑期在10月23日屆滿前數天，便傳出陳同佳在身兼任北京市政协委员的香港聖公會教省秘書長管浩鳴牧師勸說下，陳願意就潘曉穎命案前往台灣「自首」。管浩鳴牧師稱這宗命案的起因是女死者潘曉穎的手機內有與其他男子的色情影片，陳同佳看到潘曉穎與他人發生性愛的影片就「頂不住」，之後從後勒着潘曉穎，兩人失去平衡在牀上翻滾，女方意外頭撞牆壁，管浩鳴強調「肯定不是真的故意」，是失手及誤殺。管浩鳴希望台灣當局能夠同意不判陳同佳死刑。隨著陳同佳於2019年10月23日因洗黑錢罪刑期屆滿從壁屋懲教所出獄，潘曉穎命案的司法管轄權及陳同佳赴台到案的方式，於同年10月下旬引起台港兩地政府激烈爭議。

#### 港府回應
陳同佳於2019年10月23日出獄，港府不但沒有與台灣當局商討移交陳同佳的安排，還發出新聞稿稱陳同佳在出獄後已是自由人，香港特區政府無權對他施加任何強制措施，又稱陳同佳可以自己選擇人員陪同他到台灣，台方可在他抵台後拘捕，完全可在司法互助以外處理，而港府提供協助是基於陳同佳的要求，並要台方尊重港方的法律及制度下進行。
香港特區政府籍潘曉穎命案推動修訂逃犯條例，在2019年引發香港連串動盪，特區政府卻一直放任疑兇陳同佳留在香港，不與台灣商討跟進命案。2020年7月1日，中國人大委員會制定的《港區國安法》生效，因為國安法被指嚴重違反《中英聯合聲明》，削弱香港根據《聯合聲明》享有的自治，陸續有西方國家宣布中止與香港的引渡協議，而特區政府則譴責有關國家，香港民主派立法會議員批評香港特區政府一直叫陳同佳自行到台灣自首，等同向國際社會宣示只要逃犯主動到案發地區自首便無須引渡協議，並諷刺林鄭月娥成功爭取香港成為逃犯天堂。

#### 潘曉穎母親回應
2020年9月21日《立場新聞》刊登潘曉穎母親接受專訪的報導，潘母稱每逢佳節將至總會格外思念女兒，但過去的兩年零七個月，只能與女兒在夢中相見，她又稱在2017年暑假已知曉穎結識了陳同佳，當時並不贊成女兒與陳來往。潘母提到台灣當局一早已經與香港警務處開通供陳同佳投案的「單一特別窗口」，她此刻最希望台灣及香港可以盡快協調，令陳同佳到台灣投案，不要讓陳同佳再拖時間，否則她難以釋懷。潘母透過《立場新聞》向協助陳同佳的聖公會教省秘書長管浩鳴發訊，質疑陳同佳早於2019年10月已找律師協助，台灣當局亦已設立投案窗口，陳同佳登上飛機即可投案，要求陳同佳一方給予確實的投案日期。對於女兒的命案引起香港連串動盪，潘母表示感到非常難過，她續稱得知女兒被殺後感到徬徨無助，她是在朋友介紹下找政黨民建聯協助，她只要求香港與台灣進行司法互助處理女兒案件，當時不知道會引起連串事件，現在卻感到非常內疚。
潘曉穎母親要求陳同佳到台灣投案的專訪刊登翌日，特首林鄭月娥在主持行政會議前回應有關報導，林鄭月娥稱陳同佳從法理上來說是「自由人」，在香港司法區內已沒有什麼可以做，無基礎可以要陳同佳做什麼，她又稱看不到由港府出面有什麼好處；至於使用公帑讓陳同佳繼續入住警方提供的安全屋的記者提問，林鄭月娥則沒有作出回應。林鄭月娥又稱從聖公會教省秘書長管浩鳴口中得知陳同佳自責及有意投案，但因政情及疫情未能赴台。管浩鳴回應稱他與陳同佳及其家人的傾談中，相信陳同佳最終會承擔責任，到台灣自首；對於潘母要求給予確實投案日期，管浩鳴稱「我不是陳同佳代言人」；潘母則透過媒體回應管浩鳴，要求陳同佳出來親自交代投案的事宜。台灣陸委會發言人邱垂正表示，台港雙邊已經建立了單一聯繫窗口，隨時可以透過窗口作聯絡安排，並強調案件唯一的關鍵在於港府的責任感，以及陳同佳真實的投案意願。